# Joseph McClelland

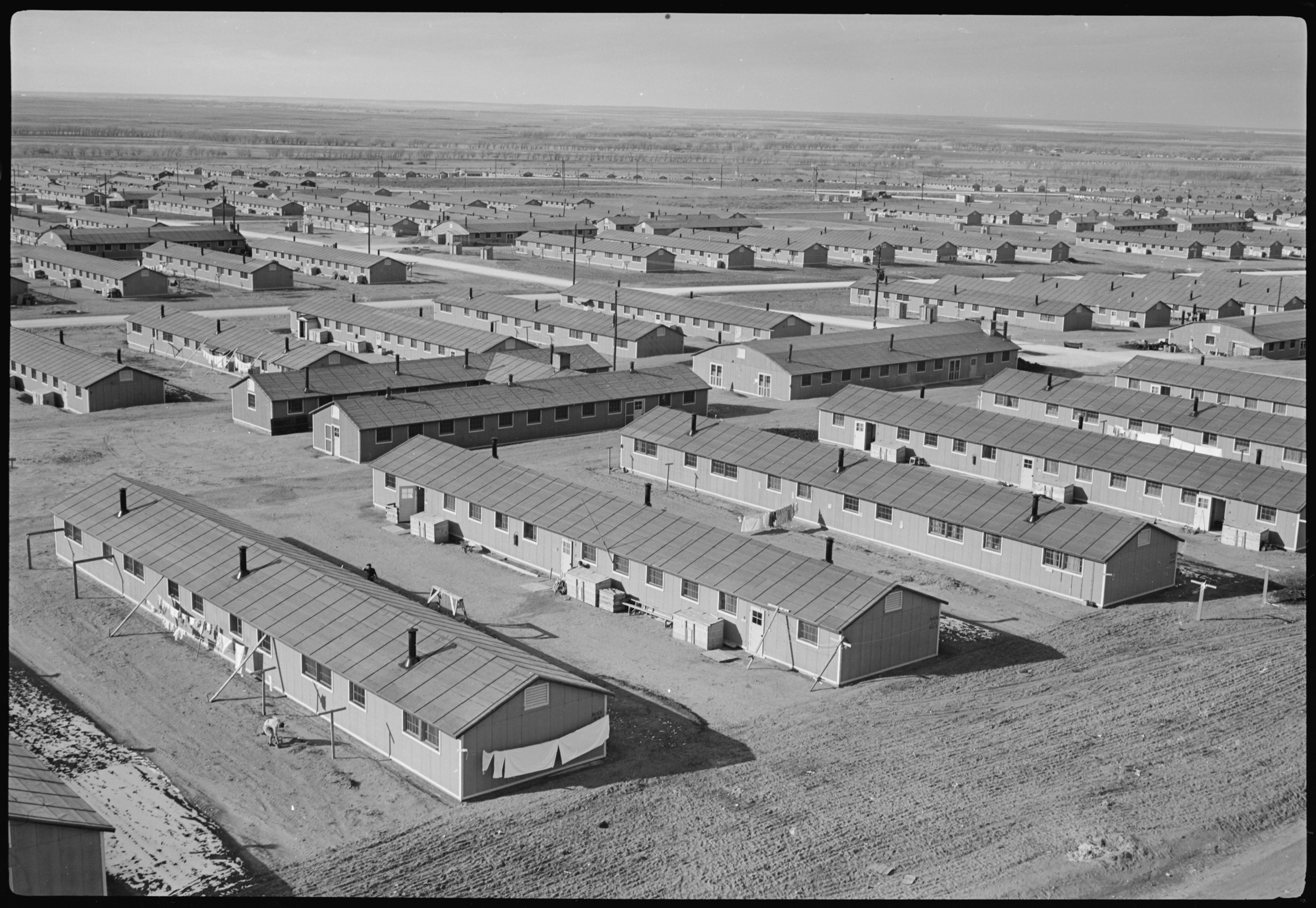
Granada Relocation Center, Amache, Colorado

Joseph H. McClelland (někdy také Joe McClelland; 5. dubna 1909 Ft. Collins, Colorado – ?) byl americký fotograf. Fotografoval hodně v amerických internačních táborech, jako například relokační centrum Granada v Amache, ve státu Colorado.

## Život a dílo
Vystudoval žurnalistiku na koloradské univerzitě University of Missouri. Krátce po vydání Executive Order 9066 v únoru 1942 byl najat společností War Relocation Authority, což byl orgán odpovědný za internaci a stěhování japonských Američanů během druhé světové války. Do Denveru přijel v červenci 1942, kde zůstal několik týdnů a pak byl přidělen do relokačního centra Amache poblíž koloradského města Granada. Zůstal tam až do 15. dubna 1945, kdy rezignoval a zaujal pozici Colorado State University.
V Amache byl zodpovědný za dokumentaci táborové činnosti. Měl na starosti distribuci informací v rámci Centra prostřednictvím Granada Pioneer a informace, které se objevily v tisku. Jeho povinností bylo také zaznamenávat každodenní život v táboře. V Amache žil se svou manželkou, která pracovala v táboře jako učitelka.
Několik set jeho negativů je spravováno v archivu National Archives and Records Administration, spadají do kategorie public domain a jsou k dispozici na úložišti obrázků Wikimedia Commons.

## Galerie

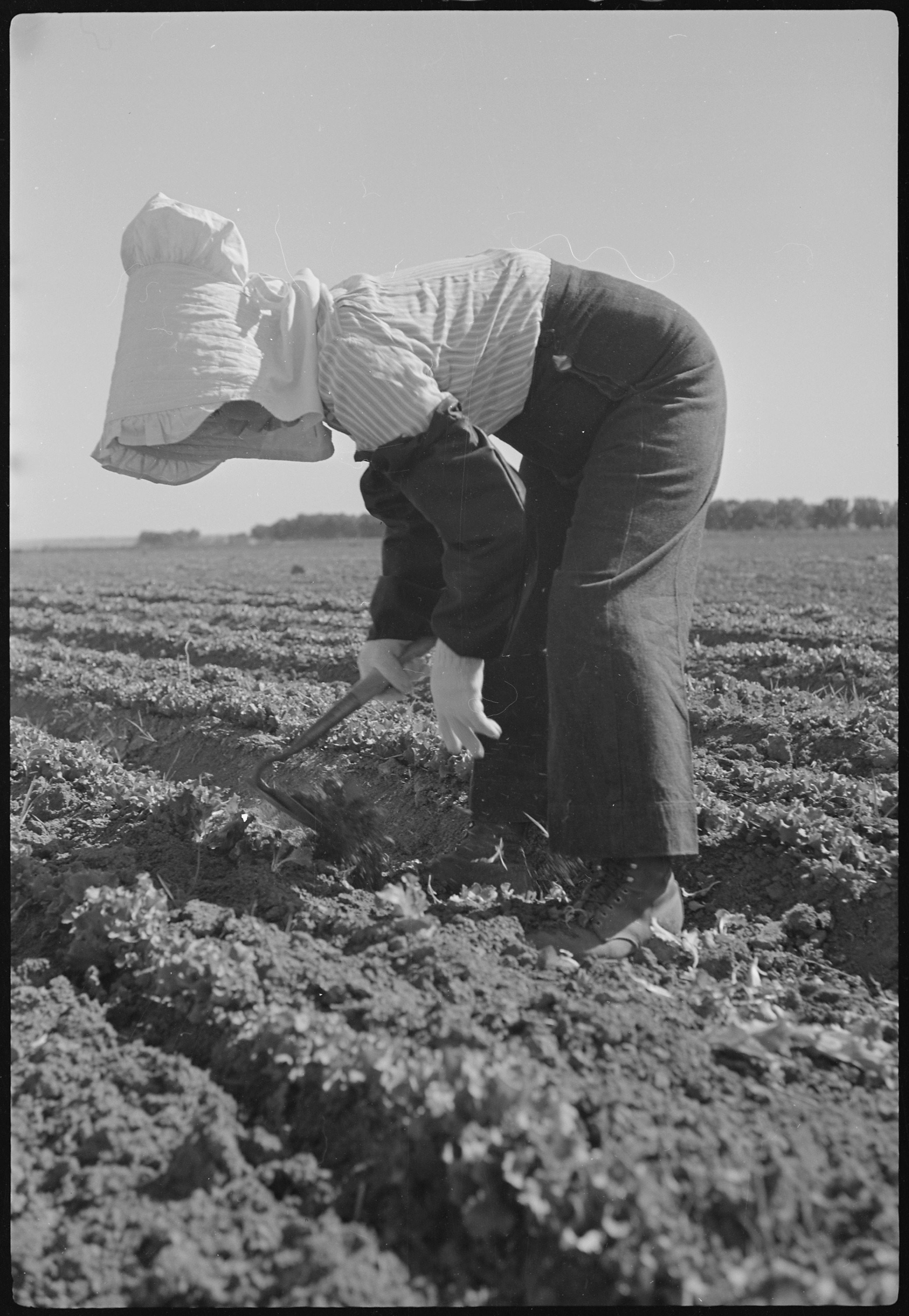
Granada Relocation Center, Amache, Colorado, paní M. Jošinaga, wife of the unit supervisor
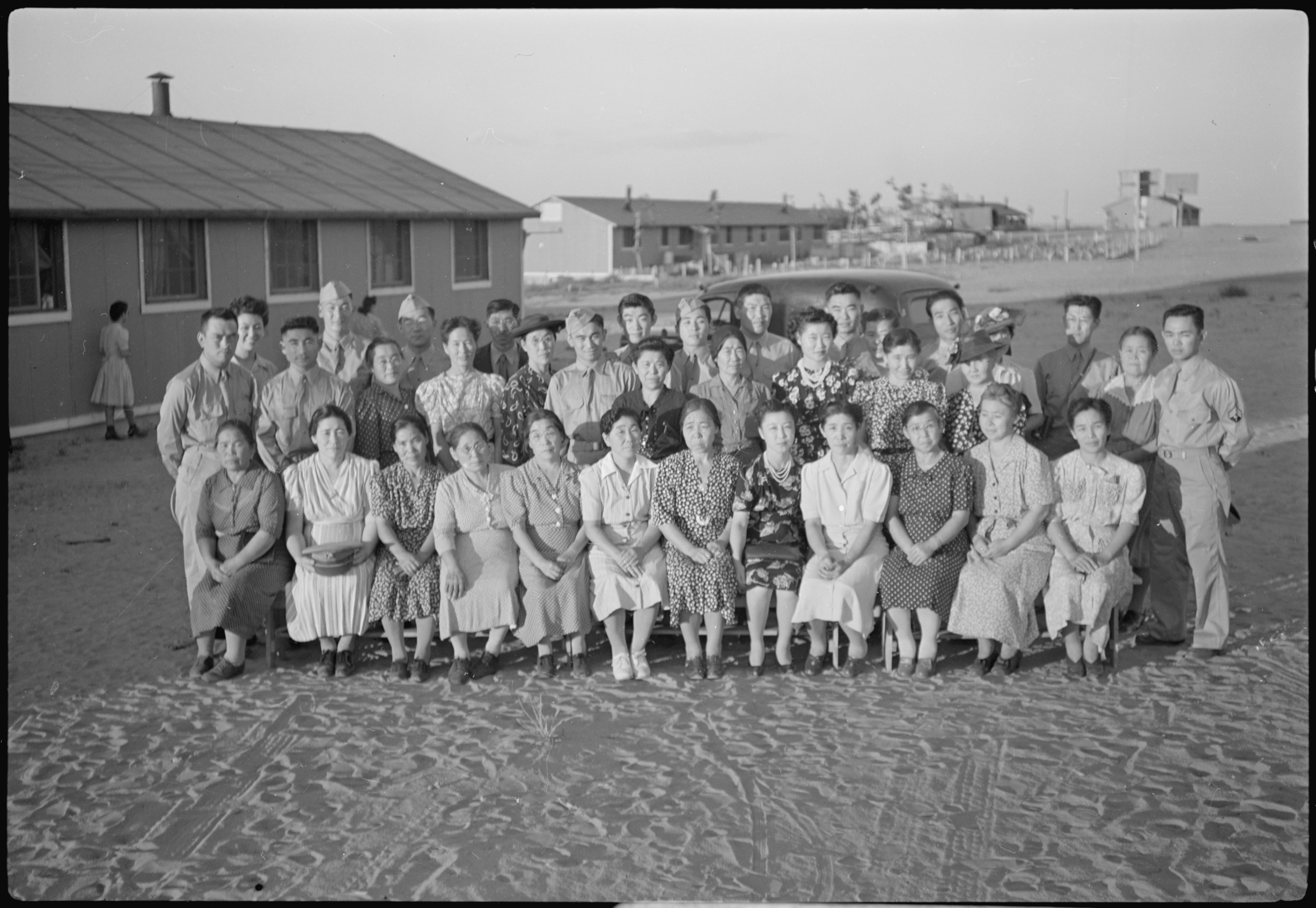
Granada Relocation Center, Amache, Colorado, Blue Star Mothers, 26. června 1943
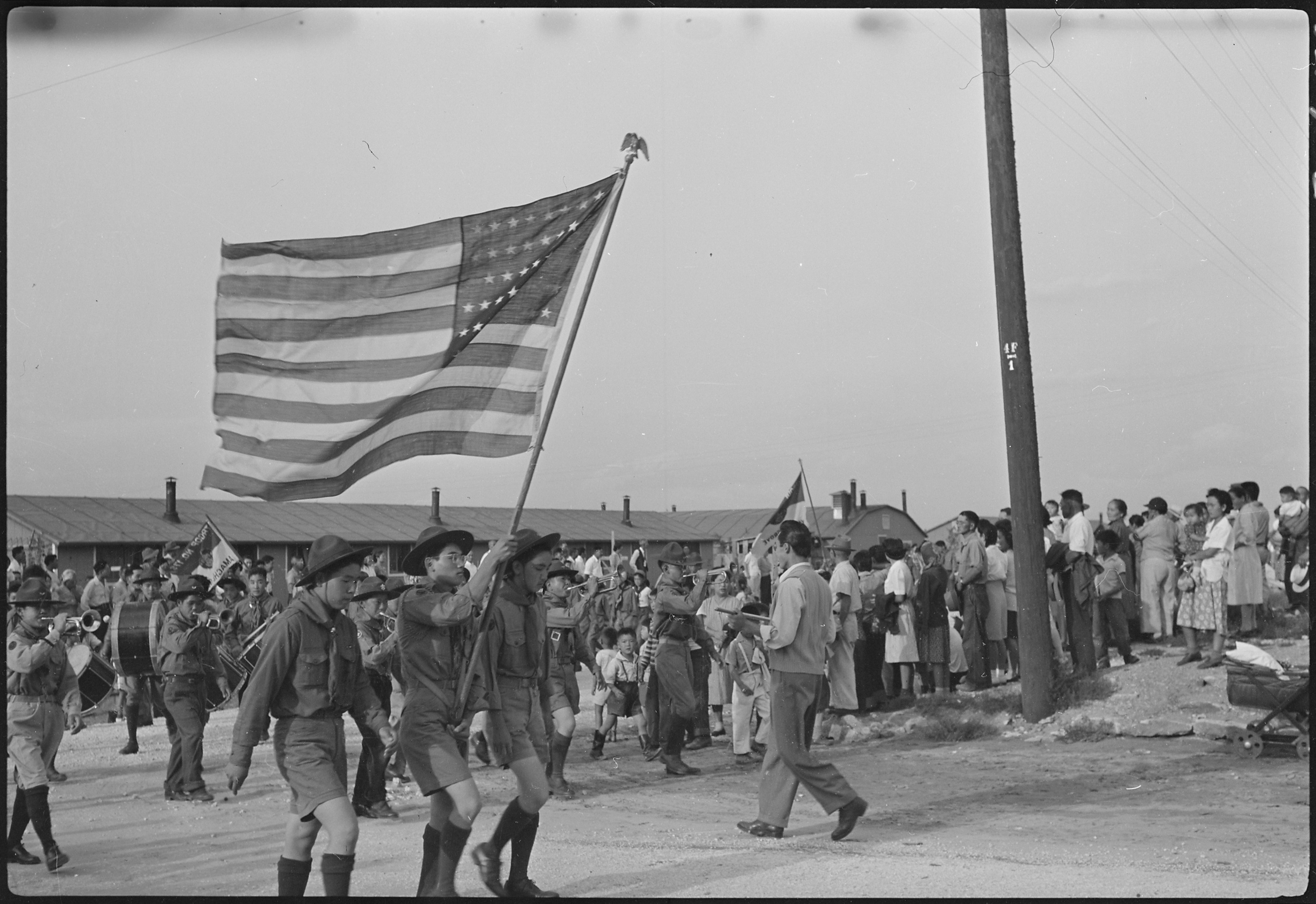
Granada Relocation Center, Amache, Colorado, Amache Summer Carnival Parade
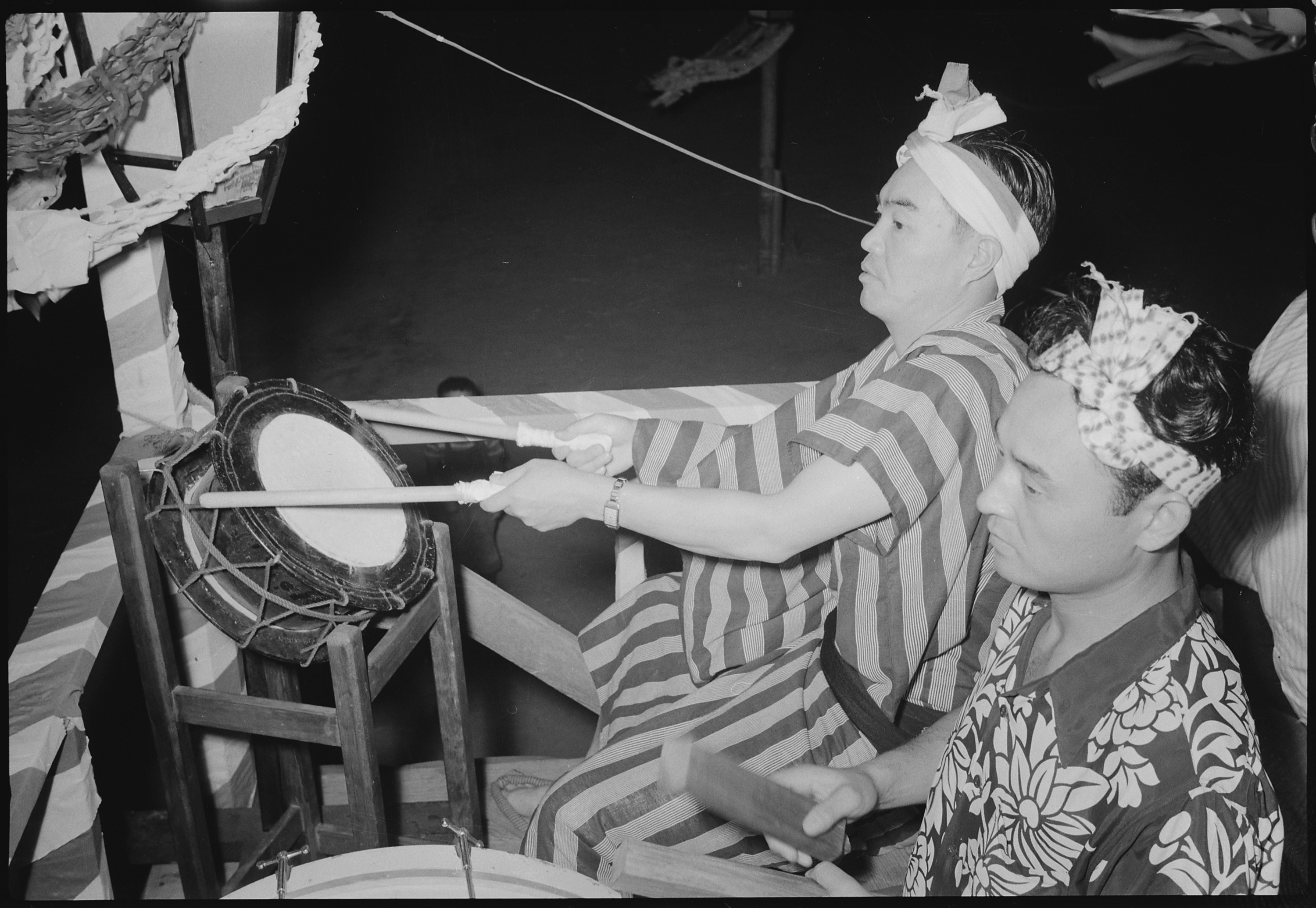
Granada Relocation Center, Although music for the Bon Odori held August 14
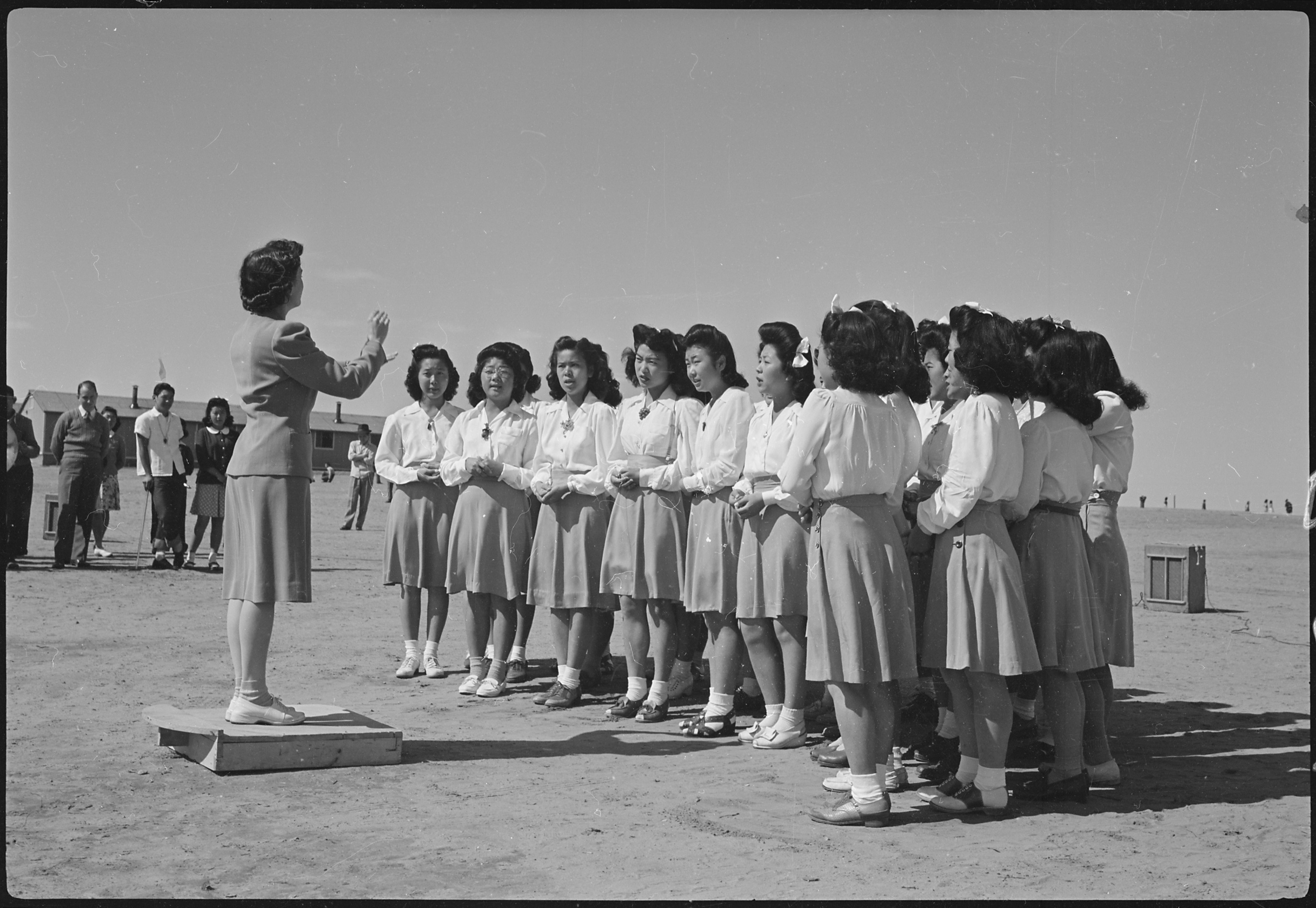
Granada Relocation Center, High school girl's glee club
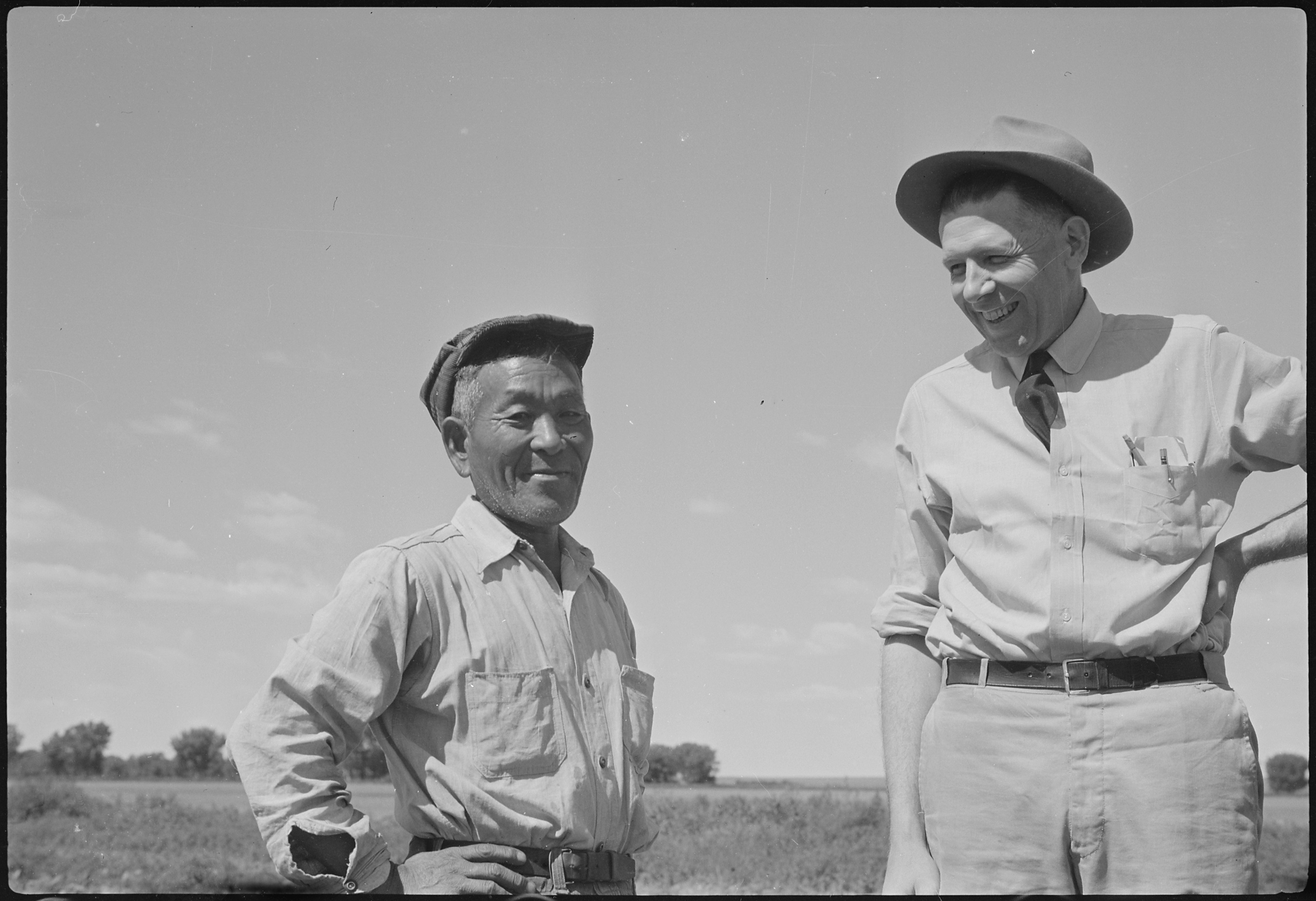
Granada Relocation Center, Jitsumi Abe, unit supervisor, and John N. Spencer, Chi
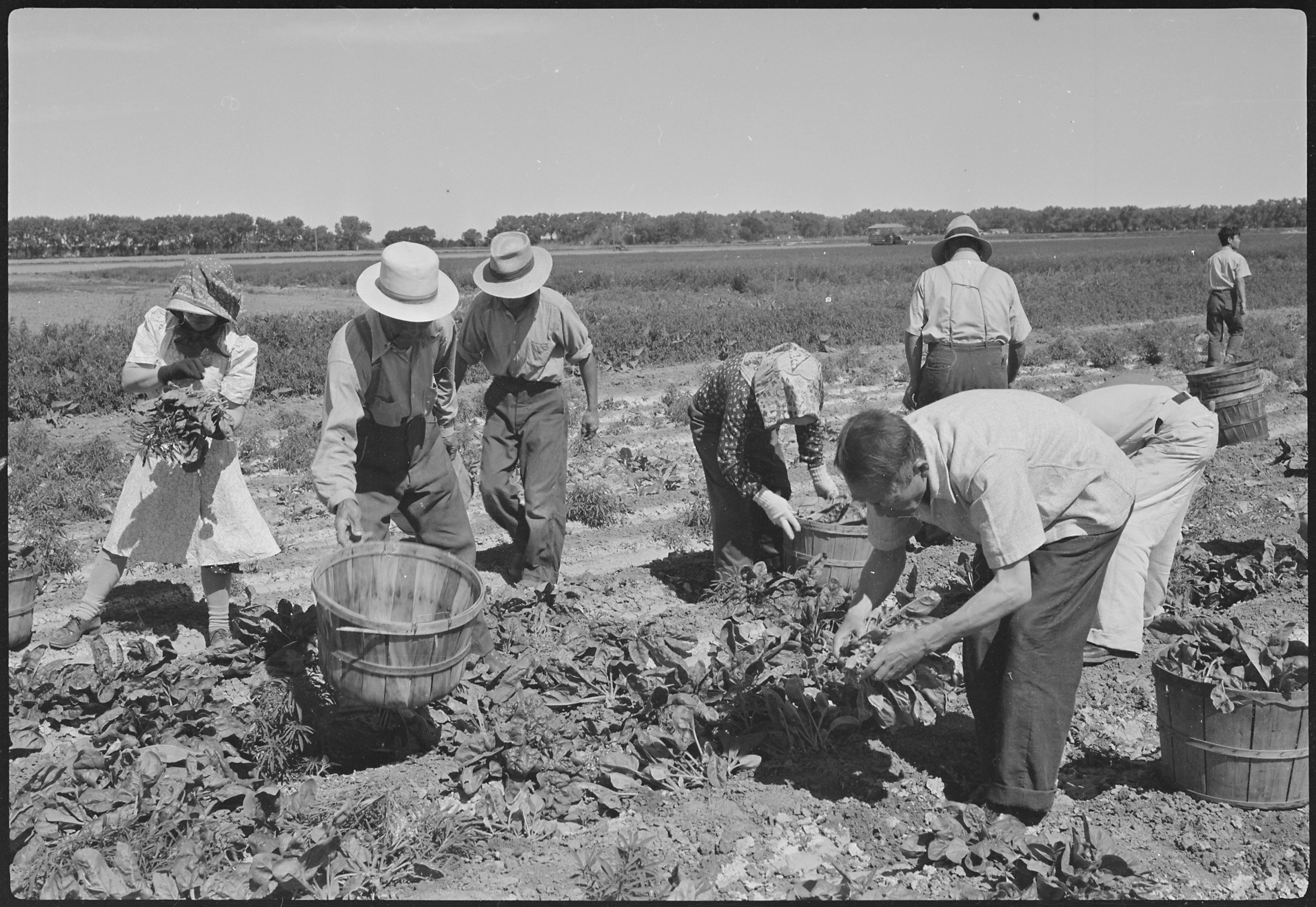
Granada Relocation Center, Harvesting the first spinach from the project farm